# 笹川堯
笹川 堯（ささがわ たかし、
新字体：笹川 尭、1935年〈昭和10年〉10月5日 - ）は、日本の政治家。
衆議院議員（7期）、国務大臣（総合科学技術会議担当）、科学技術政策担当大臣、衆議院議院運営委員長（第68代）、自由民主党総務会長（第47代）、自由民主党群馬県連会長などを歴任した。
父は元衆議院議員で日本船舶振興会創設者の笹川良一。弟は日本財団会長の笹川陽平。三男に衆議院議員の笹川博義。

## 来歴・人物

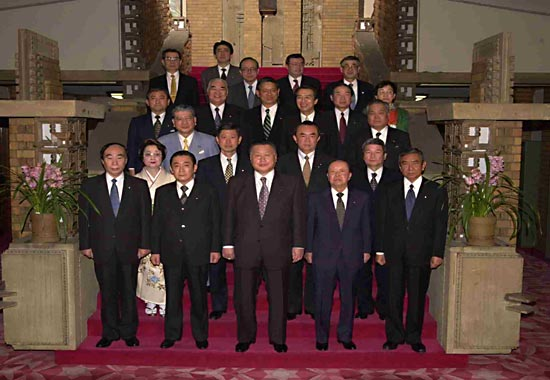
第2次森改造内閣での笹川（扇千景国土交通大臣の真上の人物）

東京都文京区生まれ。明治大学付属中野高等学校卒業。明治大学法学部に進学するも1956年に中退。1954年より全国モーターボート競走会に勤務。1956年、桐生競艇施設（現関東開発）の役員に就任した。
1972年、第33回衆議院議員総選挙に旧群馬2区（定数3）から無所属で出馬するも落選。1982年5月、桐生競艇施設の全役職を辞任し、顧問相談役に就任する。1983年の第37回衆議院議員総選挙に自由民主党公認で旧群馬2区から出馬するが、次点で落選した。
1986年の第38回衆議院議員総選挙で、3度目の挑戦にして初当選し、旧群馬2区の3議席は全て自民党が独占した（得票数は中島源太郎、笹川、谷津義男の順。当選同期に鳩山由紀夫・斉藤斗志二・三原朝彦・村井仁・逢沢一郎・武村正義・園田博之・中山成彬・新井将敬・石破茂・武部勤・井出正一・村上誠一郎・北村直人・魚住汎英など）。1991年11月、宮澤内閣で郵政政務次官に任命される。1993年、選挙制度改革を事実上棚上げした自由民主党執行部に反発し、自民党を離党。同年の第40回衆議院議員総選挙では無所属で3選となった。
1994年、院内会派「改革の会」の結成に参加。その後、同じく院内会派で、日本社会党を除く当時の連立与党全党が参加した改新及び自由改革連合を経て、新進党結党に参加する。1996年の第41回衆議院議員総選挙では、小選挙区比例代表並立制導入に伴い新設された群馬2区から新進党公認で出馬し、4選。1996年11月に新進党を離党し、翌1997年4月に自民党に復党する。
自民党復党後、当時の内閣総理大臣橋本龍太郎の出身派閥である平成研究会に入会（小渕→橋本→津島派）。2000年、第42回衆議院議員総選挙で5選。同年に発足した第2次森改造内閣で総合科学技術会議担当の国務大臣に任命され、中央省庁再編に伴い科学技術政策担当大臣に任命された。
2001年5月、自由民主党群馬県支部連合会（群馬県連）の会長に就任。
2003年、自由民主党総裁選挙への立候補に熊代昭彦とともに意欲を示したが、最終的には同じ平成研究会に所属する元運輸大臣藤井孝男を支持し、自身の出馬は見送った（藤井は現職の小泉純一郎に大敗）。同年11月、衆議院予算委員長に就任した。
2005年の郵政国会では、小泉首相が成立に執念を燃やす郵政民営化法案に賛成票を投じる（小泉は笹川が郵政政務次官を務めていた当時の郵政大臣であり、郵政族であった笹川は郵便貯金制度をめぐって対立した）。同年の第44回衆議院議員総選挙では群馬2区で7選したが、民主党公認の石関貴史に1,422票の僅差まで詰め寄られ、石関に比例復活を許した。2007年9月、衆議院議院運営委員長に就任。同年10月、日朝国交正常化を目指す議員連盟「自民党朝鮮半島問題小委員会」の立ち上げに参加し、副委員長に就任した。
2008年、麻生太郎自由民主党総裁の下で自由民主党総務会長に起用され、政界入り22年目にして初めて党三役に入った。翌2009年の第45回衆議院議員総選挙では、民主党の石関に敗れ、落選。その後、フジテレビの『新報道2001』に出演した際、政界を引退する意向を表明した。
2012年11月、東京都知事石原慎太郎の辞職に伴い実施される2012年東京都知事選挙に無所属で出馬する意向を表明。13年に及ぶ石原都政を肯定的に評価した上で、石原が推進してきた五輪招致を継承する考えを示したが、大差で落選、供託金も没収された。なお、都知事選と同日に行われた第46回衆議院議員総選挙では三男・博義が群馬3区から自民党公認で出馬し、当選している。

## エピソード
- 父・笹川良一も1942年から1946年まで国会議員を務めていたため笹川堯は2世議員である。ただし、笹川良一の選出選挙区は大阪府であり、堯の初出馬は良一の引退から26年後であるため地盤の継承はなく、世襲議員には分類されない。
- 2006年10月26日、自民党党紀委員長であった笹川は津島派の総会において、郵政造反組復党問題について「落選した候補も見捨てない。救済するときは一括して救済していくのが一番正しい道」と述べ、無所属の現職衆議院議員に落選した前職を加えた「一括復党」を認める意向を表明した（最終的に、12月4日に平沼赳夫を除く11人の無所属の現職衆議院議員のみを復党させた）。また、2007年の第21回参議院議員通常選挙において無所属で当選した藤井孝男を、欠員が生じて決議ができない党紀委員会の審査を経ずに、委員長の独断で仮復党を認めた（9月7日に党紀委員会で正式に復党が認められた）。
- 2008年のガソリン国会では、道路特定財源のための暫定税率廃止を主張する民主党議員が、衆院理事会室を封鎖するピケ戦術を取ったが、議院運営委員長であった笹川や与党理事は隣接する衆議院事務局の部屋へ窓伝いに移り、ピケ戦術から脱出した。
- 自動車好きで知られ、フェラーリなどを所有している。またオートバイ愛好家でもあり、ハーレーダビッドソンも所有している。
- 公営競技の業務委託やトータリゼータシステム製造を主な業務とする日本トーターの設立に関わった。
- 父とともに公私ともに親交が深かった旧統一教会の教祖文鮮明について、勝共連合として応援しただけであって、統一教会を応援した訳ではないとコメントしているが、勝共連合の母体は旧統一教会でありその設立者は文鮮明である[5]。

## 家族
- 長男・泰弘(1963年6月2日生[6])
- 次男・和弘(1965年1月19日生[6])
- 三男・博義(1966年8月29日生[6])
- 四男・隆弘(1967年12月20日生[6])
- 五男・明弘(上記同[6])

## 発言
- 2008年2月20日、自民党本部で記者団に対して、同年2月19日に発生した海上自衛隊のイージス艦衝突事故で行方不明中となった漁船乗組員2人について捜索が行われている最中に、「残念ながら、もう恐らく生存している可能性はありません。なぜないかと言えば、救命胴衣を着けていないから」と発言した[7]。
- 2008年9月30日、米下院による金融安定化法案の否決について国会内で記者団に「下院議長は女性で、ちょっと男性とはリードが違う気がする。それで破裂した」と述べた[8][9]。
- 2009年3月14日、大分市で開かれた自民党大分県連の大会において、教育問題を語る中で、教員がうつ病で休職するのは気が弱いからだという趣旨の発言を行い、日本うつ病学会から「うつ病は国会議員でもかかりうる疾患」との公式声明が出されるに至った[10]。
- 2024年7月7日、お金を出したら人口が増えると思ったら大間違いだ。そんなことはありえない。やっぱり男がしっかりしないといかん。あなたの子どもならぜひ産みたい。作りたい。（女性が）そういう気持ちになるような旦那が増えなきゃだめだ。みんな胸に手を当てて反省してください。子どもの少ない人は[11]。 もちろん人間のことですから、子どもができない人もいる。しかし、その人はその人として働いて、世の中のために尽くしているからそれはそれでいいんだ。 やっぱり男がしっかりすれば、必ず女性は子どもをこしらえてくれる。頼まなくても、わが愛する主人のために子どもを産もうとなる。お金の問題ではない。（前橋市内での自民党群馬県連大会で）

## 選挙歴
| 当落 | 選挙                   | 執行日         | 選挙区    | 政党       | 得票数    | 得票率 | 定数 | 得票順位 /候補者数 | 政党内比例順位 /政党当選者数 |
| ---- | ---------------------- | -------------- | --------- | ---------- | --------- | ------ | ---- | ------------------ | ---------------------------- |
| 落   | 第33回衆議院議員総選挙 | 1972年12月10日 | 旧群馬2区 | 無所属     | 3万2260票 | 12.07% | 3    | 5/6                | /                            |
| 落   | 第37回衆議院議員総選挙 | 1983年12月18日 | 旧群馬2区 | 自由民主党 | 5万6970票 | 20.13% | 3    | 4/6                | /                            |
| 当   | 第38回衆議院議員総選挙 | 1986年07月06日 | 旧群馬2区 | 自由民主党 | 7万6671票 | 25.30% | 3    | 2/5                | /                            |
| 当   | 第39回衆議院議員総選挙 | 1990年02月18日 | 旧群馬2区 | 自由民主党 | 7万2322票 | 22.64% | 3    | 3/5                | /                            |
| 当   | 第40回衆議院議員総選挙 | 1993年07月18日 | 旧群馬2区 | 無所属     | 7万4797票 | 24.48% | 3    | 2/7                | /                            |
| 当   | 第41回衆議院議員総選挙 | 1996年10月20日 | 群馬2区   | 新進党     | 8万1026票 | 47.14% | 1    | 1/4                | /                            |
| 当   | 第42回衆議院議員総選挙 | 2000年06月25日 | 群馬2区   | 自由民主党 | 7万6743票 | 39.74% | 1    | 1/4                | /                            |
| 当   | 第43回衆議院議員総選挙 | 2003年11月09日 | 群馬2区   | 自由民主党 | 7万6779票 | 43.38% | 1    | 1/4                | /                            |
| 当   | 第44回衆議院議員総選挙 | 2005年09月11日 | 群馬2区   | 自由民主党 | 9万9919票 | 47.30% | 1    | 1/3                | /                            |
| 落   | 第45回衆議院議員総選挙 | 2009年08月30日 | 群馬2区   | 自由民主党 | 9万962票  | 41.17% | 1    | 2/4                | /                            |

## 所属していた団体・議員連盟
- 日韓議員連盟
- 高速道路建設推進議員連盟
- トラック輸送振興議員連盟
- 自由民主党朝鮮半島問題小委員会（副委員長）
- 禁煙推進議員連盟
- 例外的に夫婦の別姓を実現させる会（会長）[12]
- 公益財団法人　献血供給事業団　(名誉会長)
- 全日本空手道連盟（会長）[3]